# Yelena Naimúshina
Yelena Arkádievna Naimúshina (en ruso: Елена Аркадьевна Наймушина; Askiz, 19 de noviembre de 1964-Moscú, 14 de marzo de 2017) fue una gimnasta rusa.
Compitió en los Juegos Olímpicos celebrados en Moscú en 1980 en el equipo nacional de gimnasia artística, en la prueba por equipos, donde ganó la medalla de oro. Individualmente, su mejor clasificación fue el quinto puesto conseguido en la prueba de suelo. En los campeonatos del mundo celebrados en Fort Worth en 1979, el equipo soviético en el que ella participaba ganó la medalla de plata.
Se retiró en 1981 y se casó con un ciclista letón que había conocido en 1980. Durante 15 años residió en Letonia, donde tuvo a sus hijos Tom, Philip y Linda-Anna. Entre 1990 y 1993 actuó en la exhibición All Stars of Dynamo dirigido por Mikhail Voronin. Se casó en segundas nupcias con el entrenador de gimnasia Sergey Grigoryev, con el que se trasladó de nuevo a Rusia, a la ciudad de Tula, donde entrenó a niños. Falleció el 14 de marzo de 2017 a los 52 años de edad.